# 獅子座3
獅子座3，又名BD+08 2226，HD 81873、SAO 117718、HR 3755，是獅子座的一颗恒星，视星等为5.71，位于銀經224.64，銀緯38.5，其B1900.0坐标为赤經9h 23m 9.7s，赤緯+8° 38.5′ 29″。